# Clarias lamottei
Clarias lamottei es una especie de pez de la familia Clariidae en el orden de los Siluriformes.

## Morfología
Los machos pueden llegar alcanzar los 16,4 cm de  longitud total.

## Distribución geográfica
Se encuentran en África: Costa de Marfil.